# Verwaltungsrecht (Schweiz)
Das Verwaltungsrecht der Schweiz ist das Recht, das sich mit der Verwaltungstätigkeit sowie der Organisation der Verwaltungsbehörden beschäftigt. Das Verwaltungsrecht ist ein Teilbereich des öffentlichen Rechts. Verwaltungsrecht ist in der Regel zwingender Natur und verfolgt die Wahrung öffentlicher Interessen. Die Anwendung des Verwaltungsrechts erfolgt meist von Amtes wegen. Der Rechtsschutz wird von vorgesetzten Verwaltungsbehörden oder Verwaltungsgerichten wahrgenommen. Rein quantitativ überwiegt das Verwaltungsrecht das Zivil- und Strafrecht deutlich. 

## Rechtsquellen
Die Rechtsquellen des Verwaltungsrechts sind die Bundesverfassung beziehungsweise die Kantonsverfassungen, die Gesetze, Verordnungen sowie allgemeine Rechtsgrundsätze. Zudem gibt es völkerrechtliche Verträge, die auf das Verwaltungsrecht Einfluss nehmen.
Die Bundesverfassung enthält Grundsätze für das Verwaltungsrecht (beispielsweise Art. 5 BV). Auch die Grundrechte müssen bei der Anwendung des Verwaltungsrechts beachtet werden. Ebenfalls wichtig ist die Kompetenzverteilung zwischen Bund und Kantonen sowie die Kompetenzverteilung zwischen Bundesrat, Bundesparlament und Bundesgericht.
Die Gesetze sind die wichtigste Rechtsquelle im Verwaltungsrecht.

## Auslegung
Die Auslegung hat im Verwaltungsrecht zum Ziel, den rechtsverbindlichen Sinn eines Rechtssatzes, über dessen Tragweite Unklarheiten bestehen, zu ermitteln. Es muss überall dort ausgelegt werden, wo der Wortlaut nicht klar ist oder wo Zweifel bestehen, ob der scheinbar klare Wortlaut den wahren Sinn einer Norm wiedergibt. Für die Auslegung im Verwaltungsrecht gelten die üblichen Methoden der Auslegung. Das Verwaltungsrecht hat keine anderen Auslegungsmethoden als andere Rechtsgebiete.

## Grundsätze

### Gesetzmässigkeit der Verwaltung
Der erste wichtige Grundsatz des Verwaltungsrechts ist der Grundsatz der Gesetzmässigkeit der Verwaltung. Dieser Grundsatz wird auch Legalitätsprinzip genannt. Unzulässig ist es, wenn eine Verwaltungsbehörde ihr Handeln nicht auf ein Gesetz stützen kann. Das Legalitätsprinzip ist in Art. 5 Abs. 1 Bundesverfassung (BV) festgehalten.

### Grundsatz des öffentlichen Interesses
Das öffentliche Interesse ist die allgemeine Voraussetzung für jede staatliche Tätigkeit (Art. 5 Abs. 2 BV). Beim öffentlichen Interesse handelt es sich um einen unbestimmten Rechtsbegriff. Es kann zu einer Interessenkollision zwischen öffentlichen und privaten Interessen kommen; dann ist eine Interessenabwägung angezeigt.

### Verhältnismässigkeit
Verhältnismässig ist eine Massnahme dann, wenn sie geeignet ist, ein öffentliches Interesse zu verwirklichen, es keine mildere Massnahme gibt, die dasselbe erreicht, und eine Interessenabwägung von öffentlichen und privaten Interessen zugunsten der Massnahme ausfällt. Gemäss Art. 5 Abs. 2 BV muss alles staatliche Handeln verhältnismässig sein. Der Grundsatz der Verhältnismässigkeit stellt kein verfassungsmässiges Recht der Privaten dar.

### Rechtsgleichheit und Willkürverbot
Dieser Grundsatz ist ein verfassungsmässiges Recht. Eine Verletzung dieses Grundsatzes kann gerichtlich eingeklagt werden. Die Rechtsgleichheit verbietet eine Andersbehandlung von Fällen, bei denen es keine Gründe für eine Andersbehandlung gibt. Andererseits verbietet die Rechtsgleichheit eine Gleichbehandlung von Fällen, die sich wesentlich unterscheiden.
Willkür ist dann gegeben, wenn ein Entscheid offensichtlich unhaltbar ist. Es genügt nicht, dass eine andere Lösung ebenfalls als vertretbar oder gar besser erscheint. Ein Verstoss gegen das Willkürverbot liegt namentlich vor bei groben Fehlern der Sachverhaltsermittlung (Bundesgerichtsentscheid (BGE) 130 III 87, 89f.), bei offensichtlicher Gesetzesverletzung (BGE 140 III 16, 23), bei offensichtlicher Missachtung eines allgemeinen Rechtsgrundsatzes oder des tragenden Grundgedankens eines Gesetzes (BGE 131 III 280, 288), wenn ein Entscheid an einem inneren, nicht auflösbaren Widerspruch leidet (BGE 140 III 16, 23) und im Falle eines stossenden Widerspruchs zum Gerechtigkeitsgedanken (BGE 138 I 305, 319).

### Treu und Glauben
Dieser Grundsatz gebietet ein loyales und vertrauenswürdiges Verhalten im Rechtsverkehr. Er gebietet gegenseitige Rücksichtnahme. Rechtsgrundlage ist Art. 5 Abs. 3 BV. Der Schutz der Privaten bei unrichtigen Auskünften der Behörden stellt einen praktisch besonders wichtigen Anwendungsfall dieses Grundsatzes dar. Ungeklärt ist beispielsweise, ob rechtliche Auskünfte auf behördlichen Internetseiten verbindlich sind.

## Verfügung

### Definition
Der Begriff der Verfügung ist in Art. 5 Abs. 1 des Bundesgesetzes über das Verwaltungsverfahren (VwVG) definiert:

„Als Verfügungen gelten Anordnungen der Behörden im Einzelfall, die sich auf öffentliches Recht des Bundes stützen und zum Gegenstand haben:
a. Begründung, Änderung oder Aufhebung von Rechten oder Pflichten;
b. Feststellung des Bestehens, Nichtbestehens oder Umfanges von Rechten oder Pflichten;
c. Abweisung von Begehren auf Begründung, Änderung, Aufhebung oder Feststellung von Rechten oder Pflichten oder Nichteintreten auf solche Begehren.“

### Form
Verfügungen müssen als solche bezeichnet werden und sind den Adressaten schriftlich, begründet und mit einer Rechtsmittelbelehrung zuzustellen (Art. 34 f. VwVG). Formfehler führen nicht zum Wegfall des Verfügungscharakters (BVGer, Urteil A-3427/2007 vom 19. Juni 2007 E. 1.2). Das Bundesverwaltungsgericht sprach auch schon einer E-Mail trotz Formmängeln Verfügungscharakter zu (BVGE 2009/43 E. 1.1.4 ff.). Die Missachtung von Formvorschriften ist eine mangelhafte Eröffnung, aus der der betroffenen Person kein Nachteil erwachsen darf (Art. 38 VwVG).